# El Eulma
El Eulma (arabisch العلمة, DMG al-ʿUlma) ist eine Gemeinde in der Provinz Sétif im Norden Algeriens mit 145.380 Einwohnern (Stand: 2008). Sie liegt 210 Kilometer östlich von Algier.

## Klima
Laut der Klimaklassifikation nach Köppen und Geiger herrscht in El Eulma ein Mittelmeerklima (Csa). Die jährliche Durchschnittstemperatur beträgt 13,5 Grad Celsius. Jährlich fallen etwa 482 mm Niederschlag.

## Geschichte
In der französischen Kolonialzeit war die Stadt nach Marschall Armand-Jacques-Achille Leroy de Saint-Arnaud als Saint Arnaud bekannt.

## Bevölkerungsentwicklung
| Zensusjahr | Einwohnerzahl |
| ---------- | ------------- |
| 1977       | 41.564        |
| 1987       | 67.933        |
| 1998       | 104.758       |
| 2008       | 145.380       |

## Sport
Die Stadt ist der Hauptsitz des Fußballklubs MC El Eulma.